# Harrison Kelley
Harrison Kelley (* 12. Mai 1836 im Montgomery Township, Wood County, Ohio; † 24. Juli 1897 in Burlington, Kansas) war ein US-amerikanischer Politiker. Zwischen 1889 und 1891 vertrat er den vierten Wahlbezirk des Bundesstaates Kansas im US-Repräsentantenhaus.

## Werdegang
Harrison Kelley besuchte die öffentlichen Schulen seiner Heimat und zog im März 1858 in das Coffey County in Kansas. Während des Bürgerkrieges war er Freiwilliger in einer Kavallerieeinheit aus Kansas. Dort brachte er es bis zum Hauptmann. Nach dem Krieg wurde er Brigadegeneral der Staatsmiliz.
Kelley war Mitglied der Republikanischen Partei. Zwischen 1868 und 1870 war er Abgeordneter im Repräsentantenhaus von Kansas. Außerdem leitete er zwischen 1868 und 1873 die Strafvollzugsanstalt des Staates. In den Jahren 1877 und 1878 arbeitete Kelley für die Landbehörde in Topeka. Danach war er von 1880 bis 1884 Mitglied des Senats von Kansas. Kelley war auch stellvertretender Leiter der Finanzbehörde (Internal Revenue) und Vorsitzender eines Ausschusses, der sich mit den sanitären Problemen in der Viehzucht beschäftigte. Im Jahr 1889 war er Kämmerer des Wohlfahrtsausschusses von Kansas.
Nach dem Rücktritt des Kongressabgeordneten Thomas Ryan wurde Kelley im Jahr 1889 in der staatsweit abgehaltenen Nachwahl zu dessen Nachfolger im US-Repräsentantenhaus gewählt. Dort beendete er zwischen dem 2. Dezember 1889 und dem 3. März 1891 die angebrochene Legislaturperiode seines Vorgängers. Danach zog er sich aus der Politik zurück. Harrison Kelley starb im Juli 1897 in Burlington und wurde dort auch beigesetzt.